# Nοtiοdytiki Thrypti (Koufoto)
Nοtiοdytiki Thrypti (Koufoto) este o arie protejată (arie de protecție specială avifaunistică — SPA) din Grecia întinsă pe o suprafață de 1.637,16 ha, integral pe uscat.

## Localizare
Centrul sitului Nοtiοdytiki Thrypti (Koufoto) este situat la coordonatele 35°03′11″N 25°49′46″E / 35.05294°N 25.829518°E.

## Înființare
Situl Nοtiοdytiki Thrypti (Koufoto) a fost declarat arie de protecție specială avifaunistică în octombrie 2001 pentru a proteja 14 specii de animale.

## Biodiversitate
Situată în ecoregiunea mediteraneană, aria protejată nu include niciun habitat protejat.
La baza desemnării sitului se află mai multe specii protejate de  păsări (14): fâsă-de-câmp (Anthus campestris), șorecarul comun (Buteo buteo), caprimulg (Caprimulgus europaeus), șerpar (Circaetus gallicus), erete vânăt (Circus cyaneus), prepeliță (Coturnix coturnix), lăstun de casă (Delichon urbicum), presură de grădină (Emberiza hortulana), Falco eleonorae, șoim călător (Falco peregrinus), ciocârlie de pădure (Lullula arborea), grangur (Oriolus oriolus), turturică (Streptopelia turtur), Tachymarptis melba.
Pe lângă speciile protejate, pe teritoriul sitului au mai fost identificate 1 specie de păsări.